# Shungiku Uchida
Shungiku Uchida (jap. 内田 滋子; * 7. August 1959 in Nagasaki, Präfektur Nagasaki, Japan) ist eine japanische Manga-Zeichnerin, Autorin japanischer Gegenwartsliteratur, Drehbuchautorin, Schauspielerin und Sängerin.
Thematisch widmet Uchida sich dabei den Randbereichen und Schattenseiten der Wohlstandsgesellschaft, die schonungslos von ihr in Szene gesetzt werden. Zu ihren bekanntesten Publikationen zählt ihr preisgekrönter, autobiografischer Roman Wenn der Morgen kommt, werde ich traurig, der in Japan für einen Skandal sorgte, da hier unter anderem sexueller Missbrauch, Teenagerschwangerschaft und Abtreibung zur Sprache kommen.

## Leben
Der Vater von Shungiku Uchida verließ die Familie, als sie und ihre jüngere Schwester noch die Grundschule besuchten. Ihre Mutter arbeitete als Tanzlehrerin und Bardame, wobei sie keinerlei finanzielle Unterstützung durch den Vater der Kinder erhielt. Der neue Lebenspartner der Mutter zeigte schon früh sexuelles Interesse an seiner Stieftochter, die er später auch, mit dem Wissen der Mutter, sexuell missbrauchte.
Ihre Erinnerungen verarbeitete Uchida 1993 in ihrem autobiografischen Roman Fatherfucker (ファザーファッカー Fazâfakkâ) von 1993, der zur japanischen Prekariatsliteratur gezählt wird. Die deutsche Übersetzung von Peter Pörtner erschien 1994 unter dem weniger auffälligen Titel „Wenn der Morgen kommt, werde ich traurig“, zunächst bei Hoffmann und Campe und später beim Rowohlt Verlag. Hier schildert Uchida auch, wie sie im Alter von 15 Jahren von einem Mitschüler schwanger wird und gezwungen ist, ihr erstes Kind abzutreiben. Da ihre Mutter es zulässt, dass der Stiefvater Uchida regelmäßig vergewaltigt, verlässt sie, im Alter von 16 Jahren, ihr Elternhaus.
Seit ihrer Kindheit hatte Uchida den Wunsch, Mangaka zu werden, und zeichnete gern. Weil sie ihre Familie vor dem Erlangen eines Schulabschlusses verlassen hatte, nahm sie unterschiedliche Jobs in der Gastronomie und als Haushaltshilfe an. Nach fünf Jahren hatte sie 7.000 US-Dollar gespart und ging nach Tokio. Dort veröffentlichte sie 1984 ihren ersten Manga (Shiirakansu Brains) im Mangazine Garo. In den zehn darauf folgenden Jahren stellte sie insgesamt mehr als 60 Bücher fertig.

## Stil
Wenn man sich die unterschiedlichen Strömungen des Mangas betrachtet, so wird Uchida zur Shinjuku-Fraktion gezählt, deren Stil nach dem Stadtteil Tokios benannt ist und als dunkleres Gegenstück zur Shibuya-Fraktion betrachtet wird. Für die Vertreter der Shinjuku-Mangas sind Themen wie die Auseinandersetzung mit Einsamkeit, Gewalt, dem Auseinanderbrechen von Familien und der trostlosen Zukunftsperspektiven von Jugendlichen typisch. Insbesondere Fazâfakkâ wird dabei als Meisterwerk der proletarischen Literatur aus dem Japan der 90er Jahre betrachtet, wobei das Werk gleichzeitig in der Tradition der japanischen Gegenwartsliteratur Shishōsetsu steht.

## Werke und Auszeichnungen
Für ihren autobiografischen Roman Wenn der Morgen kommt, werde ich traurig (1993) sowie Watashitachi wa hanshoku shite iru (engl. We Are Reproducing, 1994) wurde Uchida jeweils mit der japanischen Entsprechung des Prix des Deux Magots ausgezeichnet.

### Mangas
Bei den hier gelisteten Werken handelt es sich um eine Auswahl.
- 1984: Shungicu (春菊, engl. Shiirakansu Brains)[5]

- 1986: Hen na Kudamono (ヘンなくだもの, engl. Strange Fruit)

- 1987: Maboroshi no futsū shōjo (幻想の普通少女, engl. The Elusive Ordinary Girl)

- 1994: Minami-kun no Koibito (南くんの恋人, engl. Minami's sweethear)

- 1994: Watashitachi wa hanshoku shite iru (私たちは繁殖している, engl. We Are Reproducing)

### Sonstige Arbeiten
Zu ihren bekanntesten Regiearbeiten zählt Omae no bitch! (engl. Your Mum is a Bitch!, 2010), wo Uchida für Regie, Drehbuch und Romanvorlage verantwortlich war.
Als Schauspielerin ist Shungiku Uchidas unter anderem für ihre Darstellung der Keiko Yamazaki in dem Spielfilm Visitor Q von 2001 (Regie: Takashi Miike) bekannt.

### Adaptionen
Mehrere Arbeiten von Shungiku Uchida wurden adaptiert, dabei war insbesondere Minami-kun no Koibito (Minami’s Sweetheart) erfolgreich – es gab insgesamt drei Adaptionen, wobei die wahrscheinlich bekannteste Verfilmung als elfteilige Serie aus dem Jahr 2004 stammt.
Neben Adaptionen aus den Bereichen Komödie, Romanze und Fantasy-Film gibt es auch Mangas, die als Splatterfilm bzw. satirischer „Fun-Splatterfilm [...] mit extravaganten Low-Budget-Blutbädern“ daher kommen, wie Kyūketsu Shōjo tai Shōjo Furanken (engl. Vampire Girl vs. Frankenstein Girl) aus dem Jahr 2009.

## Trivia
Ihr ältester Sohn, Arufa Uchida, ist als Schauspieler unter anderem in dem Splatterfilm Zombie Self Defense Force (2006) zu sehen.